# اوغوز ییلماز (بازیکن فوتبال)
اوغوز ییلماز (انگلیسی: Oğuz Yılmaz؛ زادهٔ ۱ ژانویهٔ ۱۹۹۳) بازیکن فوتبال اهل ترکیه است.
از باشگاه‌هایی که در آن بازی کرده‌است می‌توان به باشگاه فوتبال دنیزلی اسپور اشاره کرد.